# (74183) 1998 RF39
(74183) 1998 RF39 – planetoida z pasa głównego asteroid okrążająca Słońce w ciągu 4,61 lat w średniej odległości 2,77 j.a. Odkryta 14 września 1998 roku.